# مكورة غريبة أليفة الهواء
مكورة غريبة أليفة الهواء (الاسم العلمي:Deinococcus aerophilus) هي نوع من البكتيريا تتبع جنس المكورة الغريبة من فصيلة المكورات الغريبة.